# Liu Hao-ran
Liu Hao-ran (en chino, 刘昊然; pinyin, Liú Hào Rán) (Pingdingshan, Henan, 10 de octubre de 1997), también conocido como Turbo Liu, es un actor y cantante chino.

## Biografía
Se entrenó en la Academia Central de Arte Dramático (en inglés: "Central Academy of Drama").

## Carrera
Es miembro de la agencia "Chengya Entertainment".
Apareció en una sesión fotográfica para "Cosmopolitan China".
En mayo de 2015 se unió como miembro de la primera temporada del programa Takes a Real Man junto a Wang Baoqiang, Zhang Fengyi, Yuan Hong, Guo Xiaodong, Du Haitao y Oho Ou.
El 31 de diciembre del mismo año se unió a la película Detective Chinatown donde interpretó al adolescente Qin Feng, el sobrino de Tang Ren (Wang Baoqiang), que posee una percepción y memoria asombrosas.
El 28 de julio del 2017 se unió al elenco de la película The Founding of an Army donde dio vida a Su Yu, un líder militar comunista chino, considerado como uno de los mejores comandantes del Ejército Popular de Liberación.
El 18 de diciembre del mismo año se unió al elenco principal de la serie Nirvana in Fire 2 donde interpretó a Xiao Pingjing, el primer Príncipe de Changlin y Comandante Supremo de su poderoso ejército, hasta el final de la serie el 12 de febrero del 2018.
En 2018 realizó una aparición especial en la serie Great Expectations donde dio vida a Huo Zhenxiao, el joven maestro de la familia Huo a quien no le gustan las reglas y regulaciones de Shanghái.
En junio del mismo año realizó una aparición especial en la película Happiness Is Coming donde interpretó a Ma Xiao, el hijo de Ma Shanglai (Feng Gong).
El 4 de junio del 2019 se unió al elenco principal de la serie Novoland: Eagle Flag donde dio vida a Lǚ Guichen, hasta el final de la serie el 2 de septiembre del mismo año.
En el 2020 se unirá al elenco principal de la película Flowers Bloom in the Ashes.

## Filmografía

### Series de televisión
| Año         | Título               | Personaje         | Notas                   |
| ----------- | -------------------- | ----------------- | ----------------------- |
| 2020        | Detective Chinatown  | Qin Feng          | (aparición especial)    |
| 2019        | Novoland: Eagle Flag | Lǚ Guichen        | 68 episodios            |
| 2018        | Great Expectations   | Huo Zhenxiao      | (aparición especial)    |
| 2017 - 2018 | Nirvana in Fire 2    | Xiao Pingjing     | 50 episodios            |
| 2017        | Midnight Diner       | Productor Musical | (aparición especial)    |
| 2015        | With You             | Yu Huai           | 24 episodios (webserie) |

### Películas
| Año  | Título                                     | Personaje       | Notas                                                                                              |
| ---- | ------------------------------------------ | --------------- | -------------------------------------------------------------------------------------------------- |
| 2021 | 1921                                       | Liu Renjing     | junto a Huang Xuan, Han Dongjun, Zhang Yunlong, Shawn Dou, Karry Wang y Zu Feng                    |
| 2020 | Moses on the Plains                        | -               | junto a Zhou Dongyu                                                                                |
| 2020 | Peach Blossom Fan                          | -               | junto a Jackson Yee, Hu Xianxu, Zhang Xueying y Li Landi                                           |
| 2020 | Flowers Bloom in the Ashes                 | -               | junto a Arthur Chen, Zhang Xueying y Vicky Chen Wen-chi                                            |
| 2020 | My People, My Homeland                     | Xiao Qin        | junto a Deng Chao, Dong Zijian, Yang Zi, Li Yifeng, Karry Wang, Li Chen, Wang Ziwen y Roy Wang     |
| 2020 | Detective Chinatown 3                      | Qin Feng        | junto a Wang Baoqiang, Satoshi Tsumabuki, Tony Jaa y Pan Yueming                                   |
| 2019 | My People, My Country                      | Wodele          | junto a Arthur Chen, Tian Zhuangzhuang y Jiang Shan                                                |
| 2019 | The Twins                                  | Li Ping         | junto a Chen Duling, Kim Sae-ron y Ryo Narita                                                      |
| 2019 | Big Shots                                  | "Rey del Drama" | (corto de GQ China)                                                                                |
| 2019 | How to Train Your Dragon: The Hidden World | Hiccup          | (doblaje chino)                                                                                    |
| 2018 | Happiness Is Coming                        | Ma Xiao         | junto a Feng Gong, Niu Li, Tu Songyan y Jia Ling - (aparición especial)                            |
| 2018 | Detective Chinatown 2                      | Qin Feng        | junto a Wang Baoqiang, Tong Liya, Xiao Yang, Natasha Liu Bordizzo Satoshi Tsumabuki y Michael Pitt |
| 2017 | Legend of the Demon Cat                    | Bai Long        | junto a Huang Xuan, Shōta Sometani, Zhang Yuqi, Qin Hao, Hiroshi Abe y Keiko Matsuzaka             |
| 2017 | The Founding of an Army                    | Su Yu           | junto a Liu Ye, Zhu Yawen, Oho Ou, Chen Xiao, Ma Tianyu, Lay y Li Yifeng                           |
| 2014 | Buddies in India                           | Erlang Shen     | junto a Wang Baoqiang, Bai Ke, Vikramjeet Virk y Yue Yunpeng - (aparición especial)                |
| 2015 | Detective Chinatown                        | Qin Feng        | junto a Wang Baoqiang, Tong Liya, Chen He y Xiao Yang                                              |
| 2015 | Forever Young                              | Presentador     | (cameo)                                                                                            |
| 2014 | Beijing Love Story                         | Song Ge         | junto a Tony Leung Ka-fai, Carina Lau, Wang Xuebing, Yu Nan, Chen Sicheng y Yang Di                |

### Programa de variedades
| Año                    | Programa                                                                               | Notas                                                                  |
| ---------------------- | -------------------------------------------------------------------------------------- | ---------------------------------------------------------------------- |
| 2020                   | Hey What Are You Doing                                                                 |                                                                        |
| 2020 2018 2016         | Who's The Murderer: Season 5 Who's The Murderer: Season 4 Who's The Murderer: Season 1 | invitado 3 episodios (ep. piloto + 1-2) - invitado (ep. #4) - invitado |
| 2015, 2016, 2017, 2018 | Happy Camp                                                                             | 8 episodios - invitado                                                 |
| 2017                   | Give Me Five S1                                                                        | 12 episodios - miembro                                                 |
| 2016                   | Ace vs Ace                                                                             | (ep. #1.10) - invitado                                                 |
| 2016                   | Go Fridge: Season 2                                                                    | 2 episodios - invitado                                                 |
| 2015                   | Takes a Real Man                                                                       | miembro                                                                |

### Anuncios / Endorsos
| Año       | Programa                                          | Notas                                                                                  |
| --------- | ------------------------------------------------- | -------------------------------------------------------------------------------------- |
| 2020 -    | Didi Chuxing’s Bike Sharing Service - "Didi Bike" | (Portavoz)                                                                             |
| 2020 -    | Vivo S6 Mobile Phones                             | (Portavoz)                                                                             |
| 2020      | Luckin Coffee                                     |                                                                                        |
| 2020 -    | Tod’s 2020 S/S Campaign                           | (Embajador)                                                                            |
| 2019 -    | Tiffany & Co                                      | (Embajador en China)                                                                   |
| 2019 -    | Häagen-Dazs                                       | (portavoz de la marca en China)                                                        |
| 2019 -    | Momchilovtsi Yogurt                               | (portavoz de la marca en China)                                                        |
| 2019 -    | Louis Vuitton's - Tambour Horizon Campaign        | Representante - junto a Sophie Turner, Justin Theroux, Urassaya Sperbund y Liya Kebede |
| -         | Tod’s                                             | (colaboración con la marca para el lanzamiento de zapatos)                             |
| ¿? - 2021 | Puma China                                        |                                                                                        |

### Revistas / sesiones fotográficas
| Año        | Título                    | Notas                       |
| ---------- | ------------------------- | --------------------------- |
| 2020       | Tom Ford Beauty           |                             |
| 2020       | Tang Daren                |                             |
| 2020       | OK! China                 | (publicación #197)          |
| 2020       | Tod’s 2020 S/S Collection |                             |
| 2020       | Esquire China             | (publicación de febrero)    |
| 2020       | L’Officiel Hommes China   | (publicación de enero)      |
| 2019, 2020 | Harper’s Bazaar China     |                             |
| 2019, 2020 | Kiehl’s                   |                             |
| 2019       | T Magazine China          | (publicación de septiembre) |
| 2019       | Cosmopolitan China        | (publicación de octubre)    |
| 2019       | Tod's                     |                             |
| 2019       | Mirinda x YOHO! Magazine  |                             |
| 2019       | ELLE Men China            | (publicación de julio)      |
| 2017       | BAZAAR (时尚芭莎)         | junto a Jessie Li           |

### Eventos
| Año  | Título                                                   | Notas                              |
| ---- | -------------------------------------------------------- | ---------------------------------- |
| 2021 | 2021 GQMOTY Person of the Year Cremony                   | invitado                           |
| 2020 | Nice to Meet Poetry                                      | (Special Spring Poetry Livestream) |
| 2020 | Louis Vuitton Men's Spring-Summer 2020 PopUp Store Event | en Shanghái                        |
| 2020 | 2019 Weibo Awards Ceremony                               |                                    |
| 2019 | Tiffany & Co. Event                                      | en Shanghái                        |
| 2019 | 70th Anniversary of the PRC Film Recommendation Gala     |                                    |
| 2019 | Men of the Year 2019 10th Anniversary Event              | en Shanghái                        |

## Discografía

### Singles
| Año  | Canción                         | Álbum                                                        | Notas                                                                  |
| ---- | ------------------------------- | ------------------------------------------------------------ | ---------------------------------------------------------------------- |
| 2019 | "Starry Oceans"                 | -                                                            | junto a Jackson Yee, Zhou Dongyu, Karry Wang, Arthur Chen y Xu Weizhou |
| 2019 |                                 | Interpretado para el "8th China Student Television Festival" | [ 8 ]                                                                  |
| 2019 | "My Motherland and I"           | Promocional para la película "My People My Country"          |                                                                        |
| 2019 | "Thumbs Up to the New Era"      | Interpretado en los 34th Hundred Flowers Awards              | junto a Ma Sichun, Zhou Dongyu y Du Jiang                              |
| 2018 | "Pink Memories" (粉紅色的回憶)  | OST de "Detective Chinatown 2"                               | junto a Wang Baoqiang y Xiao Yang                                      |
| 2017 | "Proud Youths" (骄傲的少年)     | Tema Musical de "Give Me Five"                               |                                                                        |
| 2016 | "Holy High" (猴厉嗨)            | OST de "Detective Chinatown"                                 | junto a Wu Mochou y Huang Cancán                                       |
| 2015 | "Yearning for Glory" (渴望光荣) | Tema Musical de "Takes a Real Man"                           |                                                                        |

### Otras canciones
| Año  | Título                            | Álbum                                                  | Notas                                                                                 |
| ---- | --------------------------------- | ------------------------------------------------------ | ------------------------------------------------------------------------------------- |
| 2020 | Let the World Be Filled With Love | Lanzado por China Federation of Literary & Art Circles | (Canción para apoyar a quienes luchan contra el coronavirus) - junto a otros artistas |

## Premios y nominaciones
| Año  | Categoría                    | Premio                                | Trabajo               | Resultado |
| ---- | ---------------------------- | ------------------------------------- | --------------------- | --------- |
| 2020 | Upward Forces of the Year    | GQ China 2020 Men of the Year Award   | -                     | Ganó      |
| 2018 | Best Actor                   | 34th Hundred Flowers Award            | Detective Chinatown 2 | Nominado  |
| 2016 | Most Anticipated Performance | Chinese Film Media Award              | Detective Chinatown   | Nominado  |
| 2016 | Most Anticipated Actor       | Chinese Film Media Award              | Detective Chinatown   | Nominado  |
| 2016 | Best New Actor               | Huading Award                         | Detective Chinatown   | Ganó      |
| 2016 | Best New Actor               | Shanghái International Film Festival  | Detective Chinatown   | Nominado  |
| 2016 | Best New Actor               | Shanghái Film Critics Award           | Detective Chinatown   | Nominado  |
| 2014 | Best New Actor               | Beijing College Student Film Festival | Beijing Love Story    | Nominado  |